# Острожне (Росія)
Острожне (рос. Острожное) — село в Дзержинському районі Калузької області Російської Федерації.
Населення становить 597 осіб. Входить до складу муніципального утворення Угорське сільське поселення.

## Історія
Від 2004 року входить до складу муніципального утворення Угорське сільське поселення.

## Населення
| 2002 | 2010 |
| ---- | ---- |
| 596  | ↗597 |